# 国家地理音乐频道
国家地理音乐频道（英語：Nat Geo Music）是由国家地理合伙运营的国家地理环球电视网（华特迪士尼公司和国家地理学会的合资公司）下辖国家地理学会音乐广播部经营的音乐台。

## 开播与覆盖范围
据C21在2007年7月报道：国家地理国际频道（现国家地理环球电视网）将于当年10月在意大利开播国家地理音乐频道，然后分阶段在欧洲全境上架。 
2007 年 8 月中旬，国家地理频道（国际）确定该频道在意大利Sky平台开播日期为2007年10月15日。 国家地理频道（国际）为该台安排了 EMI 、索尼/BMG 亚洲、华纳拉美音乐和意大利环球音乐的音乐资源。 该频道于2008年第四季度在拉丁美洲落地播出。 在2009年3月3日前一周，该频道和国家地理野生频道在葡萄牙的Cabovisão和Meo上架。 
国家地理音乐频道计划于2008年在印度与其他三套国家地理频道同时上架。 福斯国际电视网于2010年开播三套Fox频道和新的国家地理频道。 2010年2月1日，国家地理音乐频道和福斯的两套节目在新加坡星和电信有线电视上架。 

## 频道内容
开台初期，国家地理音乐频道节目内容均为关于“文化和音乐”的纪录片，后期改播音乐节目，没有频道ID、促销和广告（尽管每日播出的音乐均一致）。